# 金持ちとラザロ

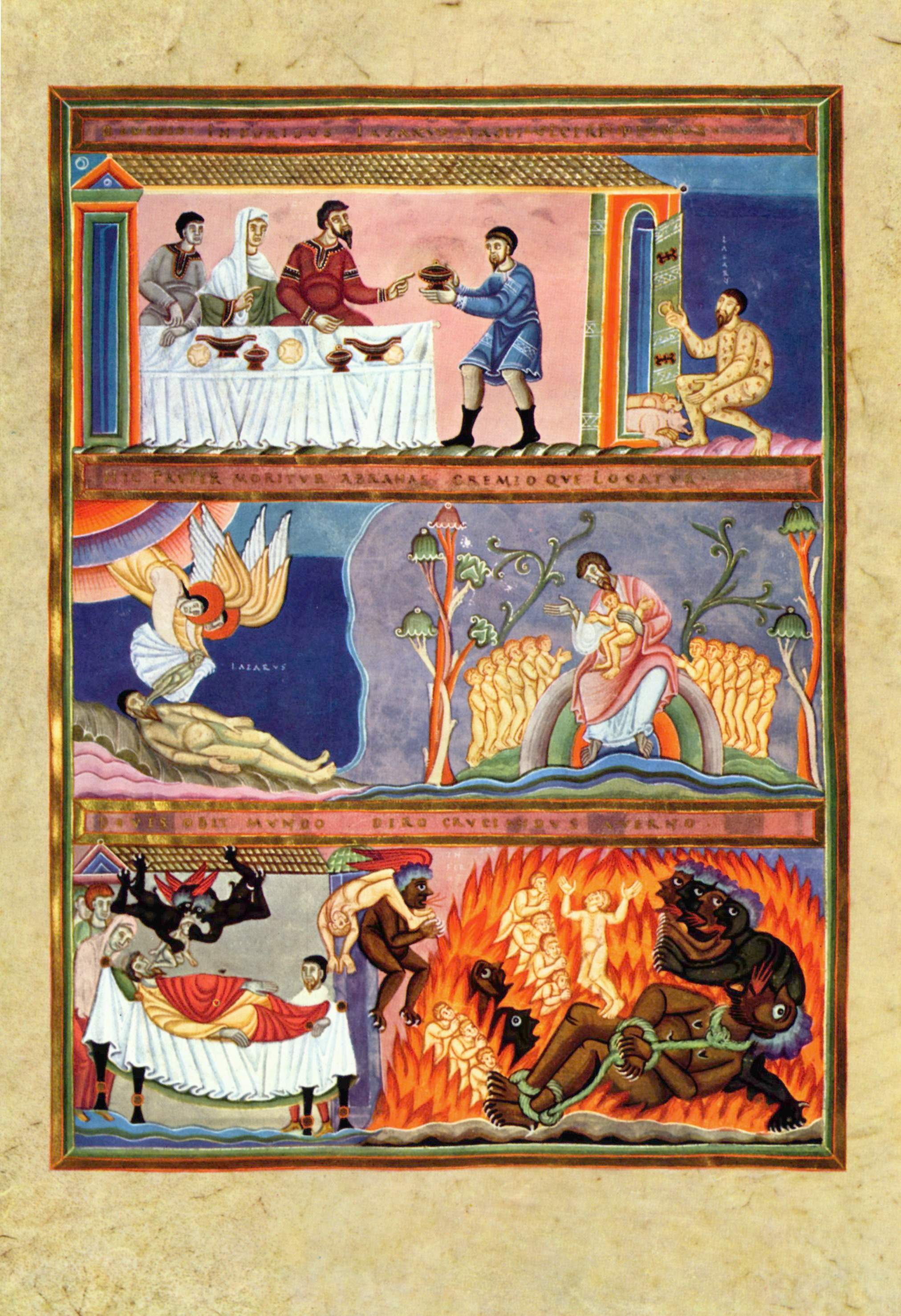
ラザロの魂が死後天使によって天国に運ばれ、金持ちの魂が悪魔によって地獄に連れて行かれ、拷問される様子を示す11世紀の装飾写本。

金持ちとラザロ（かねもちとラザロ）のたとえ話は、新約聖書・ルカによる福音書16章19-31節に登場する、イエス・キリストが語ったたとえ話の一つである。裕福でありながら貧しい病人のラザロに対し同情心を持たなかった、ある金持ちの死後の世界での末路について語られている。

## 聖書本文
ある金持がいた。彼は紫の衣や細布を着て、毎日ぜいたくに遊び暮していた。ところが、ラザロという貧乏人が全身でき物でおおわれて、この金持の玄関の前にすわり、その食卓から落ちるもので飢えをしのごうと望んでいた。その上、犬がきて彼のでき物をなめていた。この貧乏人がついに死に、御使たちに連れられてアブラハムのふところに送られた。金持も死んで葬られた。そして黄泉にいて苦しみながら、目をあげると、アブラハムとそのふところにいるラザロとが、はるかに見えた。
そこで声をあげて言った、『父、アブラハムよ、わたしをあわれんでください。ラザロをおつかわしになって、その指先を水でぬらし、わたしの舌を冷やさせてください。わたしはこの火炎の中で苦しみもだえています』。アブラハムが言った、『子よ、思い出すがよい。あなたは生前よいものを受け、ラザロの方は悪いものを受けた。しかし今ここでは、彼は慰められ、あなたは苦しみもだえている。そればかりか、わたしたちとあなたがたとの間には大きな淵がおいてあって、こちらからあなたがたの方へ渡ろうと思ってもできないし、そちらからわたしたちの方へ越えて来ることもできない』。
そこで金持が言った、『父よ、ではお願いします。わたしの父の家へラザロをつかわしてください。わたしに五人の兄弟がいますので、こんな苦しい所へ来ることがないように、彼らに警告していただきたいのです』。アブラハムは言った、『彼らにはモーセと預言者とがある。それに聞くがよかろう』。金持が言った、『いえいえ、父アブラハムよ、もし死人の中からだれかが兄弟たちのところへ行ってくれましたら、彼らは悔い改めるでしょう』。アブラハムは言った、『もし彼らがモーセと預言者とに耳を傾けないなら、死人の中からよみがえってくる者があっても、彼らはその勧めを聞き入れはしないであろう』」。
—ルカ 16:19 - 31、口語訳聖書

## 概要

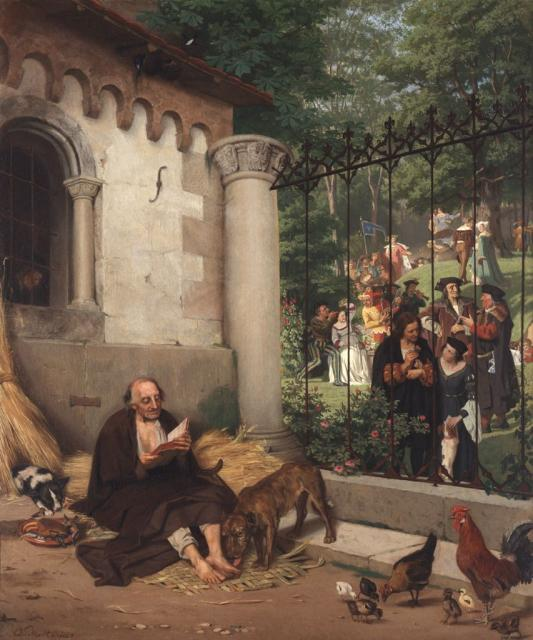
ラザロと金持ち
（画）エドゥアルト・フォン・ゲープハルト

たとえ話に登場する物乞いのラザロの名前は「エレアザル」というヘブライ語をギリシャ語に改めた呼び名で「神はわが助け」という意味である。ヨハネの福音書第11章に登場するベタニアの姉妹、マリアとマルタの兄弟のラザロとは別人とされている。
金持ちは紫の衣や柔らかい麻布を身にまとい贅沢に遊んで暮らしていた。これは律法学者やファリサイ派の人たちの風貌をも連想させる。そして金持ちの家の前には、できものだらけの貧しいラザロが、その家から捨てられる残り物を食べて空腹を満たそうと座っていた。
犬がやって来てラザロのできものをなめていたが、その金持ちはラザロを思いやる事はなかった。
ラザロは亡くなり、御使いたちによってユダヤ人にとっての信仰の父アブラハムのいる世界に連れてゆかれ癒される。そして、金持ちも亡くなるが、彼は黄泉にくだり燃える炎の中で苦しみ、預言者たちの言葉に耳を傾けなかった生前の生活を悔やむ。そして、せめて自分の兄弟たちが同じ目にあわないようにラザロをそこへ遣わせるようにとアブラハムに願う。しかし、アブラハムは「モーセと預言者がいる」と語り、そのようなことをしても、悔い改めることはしないだろうと厳しいことばで金持ちを戒める。この「預言者」にはイエス自身も含めて語られており、イエスが教えを語り、悔い改めを促しても彼らは一向に耳を傾けないだろうと言う意味が込められている。

## 解説
金持ちは「紫の衣や細布を着て、毎日ぜいたくに遊び暮していた」。紫の衣とは大祭司が着る衣装で非常に高価なものである。ラザロという名前はヘブル名ではエルアザル、「神が助けてくれる」という意味である。"アブラハムのふところ"とは、ユダヤ人の神話に登場するの憩いの場を指している。
なお、「ラザロの復活」で知られるラザロは同名の別人であるとされていることに留意が必要である。
イエスはこのたとえを語る前に「不正な管理人」のたとえ（ルカ 16:1-13）を語って、神と富の両方に仕えることはできないと教えていた。その話の一部始終を聞いていた、金に執着するファリサイ派の人たちが、イエスをあざ笑った（ルカ 16:14）。イエスは彼らに対しての批判を込めてこの「金持ちとラザロ」のたとえを語り、彼らをラザロに対し何の憐れみも持たなかった「金持ち」にたとえている。そして名誉と富に執着し、憐れみの心、即ち貧しい人々や弱い人々を愛する心を失うことの危険性を警告している。そして、その警告はまたいつでも悔い改めへの招きの言葉でもあった。